# 歐拉法·達利·歐拉夫森
歐拉法·達利·歐拉夫森（1973年3月13日—）是一名冰島裔美國男演員、製片人和編劇。知名作品如冰島電影《孩子們》（2006年）、《冰海寒深》（2012年），以及美國電影《白日夢冒險王》（2013年）、《歐洲歌唱大賽：火焰傳說》（2020年）和電視劇《爆爆奇女子》（2016年至2017年）。
2015年起在電視劇《困獸之鬥》中擔任主演。

## 早期生活
歐拉法·達利·歐拉夫森出生於美國康乃狄克州，他的冰島父親在此地學醫。大約4歲時，他的家人回到了冰島。在美國出生的歐拉夫森擁有冰島和美國雙重國籍。

## 個人生活
歐拉夫森的女友為冰島舞蹈家蘿薇莎·奧斯克·古納斯多蒂爾（Lovísa Ósk Gunnarsdóttir）。他們有兩個女兒，分別於2010年和2014年出生。

## 外部連結
- 歐拉法·達利·歐拉夫森在互联网电影资料库（IMDb）上的資料（英文）